# Batalla de Campo Jordán
La batalla de Campo Jordán fue una serie de combates de la Guerra del Chaco, entre Bolivia y el Paraguay, librados en la zona de Campo Jordan, que terminó con la retirada de la 1.ª División paraguaya hacia Gondra. Esta retirada tuvo su origen en la captura boliviana del fortín Alihuatá en su retaguardia que cortó la ruta de suministros paraguaya Arce-Alihuatá-Saavedra.

## Antecedentes
Prisioneros bolivianos informaron al teniente coronel Fernández, comandante de la 1.ª División, de la maniobra de la 9.ª división boliviana hacia el fortín Alihuatá.

Prisioneros bolivianos dicen que tres regimientos se dirigen hacia Alihuatá, habiendo partido de sus bases y siguiendo un camino abierto para camiones. Agregan que el 12 (marzo) me atacarán. Alihuatá defendido por 250 hombres con poca munición. Consulto si no sería conveniente que me zafe esta noche. Tengo víveres para seis días y munición para tres
 Fernández a Estigarribia (en Querejazu Calvo, 1981, pág. 196)

La ocupación boliviana de Alihuatá complicó el eje logístico que desde Arce se dirigía hacia la 1.ª División paraguaya que combatía en Campo Jordán.
Estigarribia se opuso al repliegue de esa División, pues pensó que con una rápida contramaniobra desde Arce podía rodear a su vez a los bolivianos en Alihuatá. Su actitud de no abandonar el terreno ganado a Bolivia respondía no solo a razones militares sino también diplomáticas pues en esos días se iban a reunir en Mendoza los cancilleres de Argentina y Chile para hacer una proposición pacificadora que muy probablemente tendría buen éxito.

## El Plan
Dentro del plan general  y coincidiendo con el ingreso del regimiento Chacaltaya a Alihuatá, el coronel Enrique Peñaranda y su jefe de Estado Mayor, el coronel Oscar Moscoso, dispusieron el avance de la 4.ª División boliviana desde "Kilómetro 7" y la ocupación de las isla de bosque de Kilómetro 9. A su vez, el regimiento RI-50 Murguía, reforzado con dos compañías del Campero, se internó por la izquierda para tomar contacto con el RI-36 y rebalsar el dispositivo enemigo.
El general Kundt se presentó dos veces en el puesto de mando de la División para pedir explicaciones por las razones del retraso en el avance de esas unidades y dado que hasta las 17:00 horas no se escuchaba ningún ruido de combate, ordenó que la artillería comenzara su hostigamiento. En ese momento se oyó el ataque del Murguía que con el RI-36 habían llegado a las líneas de resistencia enemigas.

## El combate
Mientras tanto, 100 hombres del regimiento Lanza comandados por el mayor Eduardo, se internaron por las sendas que Busch había recorrido en dos oportunidades anteriores, y fueron a salir detrás del comando de la División paraguaya en el camino a Alihuatá, pero luego de sostener allí un reñido combate y sintiendo el avance de fuerzas superiores por ambos costados, optaron por replegarse llegando a su base de partida tres días más tarde, con su comandante herido.
Estigarribia y Delgado seguían acumulando fuerzas en Arce para liquidar a los ocupantes de Alihuatá. Día a día se agravaba la situación de la 9.ª División boliviana, colgada con solo 1500 hombres en medio del campo adversario y soportando la presión cada vez mayor del destacamento Samaniego que iba creciendo en potencial bélico y humano. Ante esta emergencia, el general Kundt ordenó que la 4.ª División se emplease a fondo para decidir de una vez por todas la acción en Campo Jordán.
Fuerzas de los regimientos Loa y Campero, que estaban de reserva, se dirigieron al costado derecho para realizar una acción similar al que realizaba el regimiento RI-50 Murguía en el extremo izquierdo. La batería Rivera adelantó sus cañones hasta el mismo borde del pajonal y el fogonazo de sus disparos se divisaron desde las trincheras paraguayas. La única vía de escape que le quedaba a la División paraguaya era la senda a Gondra, que salía a la derecha del camino Saavedra-Alihuatá a la altura del Kilómetro 22 y sobre la que se trabajaba desde sus dos extremos para convertirla en camino apto para camiones. Los coroneles Peñaranda y Moscoso pidieron al general Kundt unidades adicionales para reforzar la maniobra de la 4.ª División y cortar esa ruta de retirada. El regimiento Chichas se movió desde Nanawa abriendo una senda a través de 20 kilómetros de monte tupido  pero llegó demasiado tarde.
Desde que el regimiento Lanza había salido a sus espaldas,  Fernández se sintió cada día más inseguro en su posición y pidió nuevamente permiso al coronel Estigarribia para retirar su unidad hacia Gondra. Como la presión boliviana iba aumentando en intensidad, decidió no esperar el plazo fijado por su comandante (20 de marzo de 1933) y le comunicó directamente que iba a replegar su división. No todos los oficiales bajo su mando estaban de acuerdo: el jefe del regimiento Itororó, el mayor Rafael Franco, fiel a su estilo de conducción, sugirió un contraataque sorpresivo hacia Saavedra, es decir, en dirección contraria a la esperada por los bolivianos, mientras que el jefe del Curupaity, recomendó salir peleando hacia el norte, con dirección a Alihuatá y Arce. Los demás oficiales concordaron con la opinión más conservadora y segura del comandante divisionario. 
Fernández dictó la orden de retirada. Los días 15 y 16 fueron transportados hacia la picada a Gondra los elementos de la artillería y todos los heridos y enfermos que no podían caminar. En la noche del 17 de marzo, los 3000 combatientes de la 1.ª División paraguaya abandonaron silenciosa y ordenadamente sus trincheras y se dirigieron a Gondra por el camino recién abierto.

"[...]en previsión de nuestro desprendimiento, dispuse ya desde el día 15 que desde el atardecer la artillería bombardeara las posiciones enemigas [...] y que las tropas efectuasen fuego de hostigamiento en forma decreciente hasta la media noche acortando su duración en una hora [...] Cada noche ese grandioso crepitar de todas las armas terminaba más temprano, de tal modo que en la noche del 17 de marzo de 1933, al cesar el fuego a eso de las 19 horas, el enemigo no se dio cuenta en absoluto de que la primera línea era evacuada casi íntegramente"
Teniente coronel Carlos Fernández (en Fernández, 1955, vol. 2, pág. 260)

## Fin del combate
Al amanecer  del día 18, ante la falta de actividad enemiga y el silencio, la 4.ª División boliviana se dio cuenta con sorpresa de que la batalla de 8 días había terminado y que Campo Jordán estaba libre de enemigos. Terminó así la amenaza sobre el fortín Saavedra que había durado tres meses.
Con la retirada desde Campo Jordán, la 1.ª División paraguaya se dirigió hacia Gondra siendo seguida sin aferramiento por la 4.ª División boliviana, creándose en esa zona un nuevo frente de lucha.
La retirada paraguaya de Campo Jordán y Kilómetro 7 le dejó a Kundt el camino abierto para atacar nuevamente a Nanawa, acción que emprendería cuatro meses más tarde, en julio de 1933.